# SET 3
SET 3 là một loại máy bay huấn luyện quân sự được phát triển ở România vào cuối thập niên 1920.

## Biến thể
SET 3
SET 31
SET 31G("Ghica")
SET 4
SET 41
SET 41R("Record")
SET 41S("Special")

## Quốc gia sử dụng
România
- Không quân Hoàng gia Romania

## Tính năng kỹ chiến thuật (SET 31)
Đặc điểm tổng quát
- Kíp lái: 2
- Chiều dài: 7.20 m (23 ft 8 in)
- Sải cánh: 9.80 m (32 ft 2 in)
- Chiều cao: 3.15 m (10 ft 4 in)
- Diện tích cánh: 26.0 m2 (286 ft2)
- Trọng lượng rỗng: 826 kg (1.821 lb)
- Trọng lượng có tải: 1.120 kg (2.470 lb)
- Powerplant: 1 × Salmson 9Ab, 170 kW (230 hp)

Hiệu suất bay
- Vận tốc cực đại: 215 km/h (133 mph)
- Trần bay: 6.000 m (19.700 ft)
- Vận tốc lên cao: 5,3 m/s (1.040 ft/phút)